# Horky nad Jizerou
Horky nad Jizerou là một làng thuộc huyện Mladá Boleslav, vùng Středočeský, Cộng hòa Séc.